# Noi (album d'Eros Ramazzotti)
Pour les articles homonymes, voir Noi.
Singles
1. Un angelo disteso al sole
Sortie : 12 octobre 2012
2. Fino all'estasi
Sortie : 14 septembre 2013

Noi est le douzième album d'Eros Ramazzotti sorti le 13 novembre 2012. L'album a été anticipé par le single Un angelo disteso al sole (en) sorti le 12 octobre 2012.

## Titres
| No  | Titre                                      | Durée |
| --- | ------------------------------------------ | ----- |
| 1.  | Noi                                        |       |
| 2.  | Un angelo disteso al sole                  |       |
| 3.  | Questa nostra stagione                     |       |
| 4.  | Io sono te (feat. Giancarlo Giannini)      |       |
| 5.  | Fino all'estasi (feat. Nicole Scherzinger) |       |
| 6.  | Abbracciami                                |       |
| 7.  | Balla solo la tua musica                   |       |
| 8.  | Infinitamente                              |       |
| 9.  | Polaroid                                   |       |
| 10. | Sotto lo stesso cielo                      |       |
| 11. | Una tempesta di stelle                     |       |
| 12. | Testa o cuore (feat. Club Dogo)            |       |
| 13. | Così (feat. Il Volo)                       |       |
| 14. | Solamente uno (feat. Hooverphonic)         |       |

## Album
La huitième chanson "Infinitamente" de cet album est un hommage rendu à son ami Gio' et à son ami et chanteur Alex Baroni disparu en Mars 2002.”Infinitamente manchi ma ci sei, silenziosamente dentro ai giorni miei, infinitamente son sicuro che quando chiudo gli occhi stai ridendo qui con me”.
La veille de son 50e anniversaire, les fans peuvent découvrir le titre « Io Prima Di Te »,  titre qui sera présent sur son dernier opus intitulé "Noi Due " qui sort en 2 versions : « deluxe édition standard » et « deluxe édition limitée ».
« L’édition standard » contient l’album NOI avec 3 chansons en bonus (« Io Prima Di Te », « Noi » en version acoustique et un remix de « Fino All’Estasi ») ainsi que le DVD Eros Cinecittà Live, le concert Romain de Novembre 2012.
Avec la réalisation d’un élégant coffret, la version limitée « deluxe limited » ne contient pas moins de 5 CD : la version standard ainsi que l’album en langue espagnole « SOMOS DOS » + les 3 chansons bonus, le CD audio du concert Live de Cinecittà, le 45 tours vinyle de « Io Prima Di Te » (« Antes De Ti » sur la face B).

## Succès
L'album a atteint la première place sur iTunes Italie et dans 17 autres pays à travers le monde (Suisse, Belgique, Luxembourg, Roumanie, Hongrie, Guatemala, Honduras, République dominicaine, Grèce, Allemagne, Autriche, Malte, Slovénie, Slovaquie, Chypre, Bulgarie) et la deuxième place aux Pays-Bas, en Espagne, au Costa Rica, en Finlande et en Grèce.
En Italie, dans la première semaine de sa sortie, l'album a été certifié disque d'or pour plus de 30.000 exemplaires vendus ainsi qu'au Venezuela. À nouveau en Italie, le disque atteint le statut de platine dans la deuxième semaine. En Janvier, il a reçu la triple platine pour plus de 180.000 exemplaires vendus.

### Classements
| Classement (2012)             | Meilleure position |
| ----------------------------- | ------------------ |
| Belgique (Flandre Ultratop)   | 3                  |
| Belgique (Wallonie Ultratop)  | 3                  |
| France (SNEP)                 | 22                 |
| Suisse (Schweizer Hitparade)  | 2                  |
| Allemagne (Media Control AG)  | 7                  |
| Autriche (Ö3 Austria Top 40)  | 2                  |
| Suède (Sverigetopplistan)     | 9                  |
| Danemark (Tracklisten)        | 27                 |
| Pays-Bas (Mega Album Top 100) | 14                 |
| Italie (FIMI)                 | 1                  |